# Channallabes ogooensis
Channallabes ogooensis е вид лъчеперка от семейство Clariidae.

## Разпространение и местообитание
Видът е разпространен в Габон.
Обитава сладководни басейни и реки.

## Описание
На дължина достигат до 24,4 cm.